# Estación de Villanueva del Rey
Villanueva del Rey fue una estación ferroviaria situada en el municipio español de Villanueva del Rey en la provincia de Córdoba. El emplazamiento se encontraba a 5 kilómetros de la localidad de Villanueva del Rey y junto a una antigua explotación de Encasur. En la actualidad las instalaciones se encuentran desmanteladas en su mayoría.

## Situación ferroviaria
La estación se encontraba en el punto kilométrico 61,9 de la línea férrea de ancho ibérico de Córdoba a Almorchón, entre las estaciones de Espiel y de Cabeza de Vaca. El tramo es de vía única aunque llegó a poseer tres vías. 

## Historia
La línea Córdoba-Belmez fue inaugurada en septiembre en 1873. Unos años después, en 1880, el trazado pasó a manos de la Compañía de los Ferrocarriles Andaluces. 
En 1890, debido a la cada vez mayor circulación de trenes por la zona, se planteó levantar en Villanueva del Rey un apartadero con tres vías ―una de ellas muerta― y un edificio de viajeros. En el tramo entre Espiel y Cabeza de Vaca había una distancia de 18 kilómetros y no existían paradas, lo cual generaba problemas de circulación al tráfico ferroviario entre ambas estaciones. Las obras transcurrieron durante el verano de 1890, autorizándose la apertura al servicio de las instalaciones el 2 de septiembre de ese año. En 1915 se construyó por parte de la administración un camino vecinal que enlazaba Villanueva del Rey con la estación.
En 1929-1930 se construyó un muelle-almacén cubierto de mercancías, lo que vino a complementar las instalaciones iniciales.
En 1941, con la nacionalización de todas las líneas de ancho ibérico, la estación pasó a integrarse en la red de la recién creada RENFE.
La línea fue clausurada al tráfico de viajeros el 1 de abril de 1974, quedando limitada a los trenes de mercancías. Aun así, las instalaciones siguieron estando en servicio y dispusieron de personal adscrito a las mismas. No sería hasta la década de 2010 cuando se demolieron los edificios y se desmantelaron las vías de apatadero.